# 阳白乡
阳白乡，是中华人民共和国山西省忻州市五台县下辖的一个乡镇级行政单位。

## 行政区划
阳白乡下辖以下地区：
石人掌村、郭家寨村、李家庄村、泉岩村、田家岗村、郭家庄村、王家庄村、炭池村、阳白村、善文村、上金山村、下金山村、下金庄村、上金庄村、七图村、大林村、玉林村、天池沟村、大南头村、智家庄村、下红表村、上红表村、山泉村、白云村、桑院村、探头村、士集村和殿头村。